# Генріх Вульфф
Генріх Вульфф (нім. Heinrich Wulff; 11 лютого 1908, Гамбург — 17 травня 1943, Атлантичний океан) — німецький офіцер-підводник, оберлейтенант-цур-зее резерву крігсмаріне (1 лютого 1943).

## Біографія
В серпні 1940 року вступив на флот. В січні-липні 1941 року пройшов курс підводника, після чого служив в 5-й флотилії. З серпня 1941 року — 2-й вахтовий офіцер на підводному човні U-584. В серпні-вересні 1942 року пройшов курс командира човна. З 29 жовтня 1942 року — командир U-646, на якому здійснив 2 походи (разом 40 днів у морі). 17 травня 1943 року U-646 був потоплений в Північній Атлантиці південно-східніше Ісландії (62°10′ пн. ш. 14°30′ зх. д.) глибинними бомбами британського бомбардувальника «Хадсон». Всі 46 членів екіпажу загинули.